# Lynn Gunn
Lyndsey Gerd Gunnulfsen (Boston, Massachusetts, 15 de marzo de 1994), generalmente conocida por su nombre artístico como Lynn Gunn, es una cantante, compositora y multiinstrumentista estadounidense. Gunn lidera la banda estadounidense de rock PVRIS, aunque también ha realizado varias colaboraciones en solitario con artistas como Tonight Alive y A Loss For Words.

## Biografía
Gunnulfsen creció en Lowell, Massachusetts. Ella ha hablado sobre su fascinación de por vida con los cementerios, la muerte y lo oculto, afirmando que esta fue la inspiración detrás de muchos de los temas paranormales y macabros en su composición. Espiritualmente, ha dicho que está "interesada en la astrología y en los caminos de la vida y en cosas extrañas de la energía". Gunn ha declarado que ha luchado contra la depresión y que esto fue una gran inspiración para gran parte de su composición. Gunn también ha citado a bandas como Paramore, Radiohead, Florence and the Machine y The Weeknd como influencias musicales.

### Imagen pública y activismo LGBT
Gunn es una de las mujeres más visibles en el rock y una voz LGBT prominente en la escena musical alternativa. Ella declaró en una entrevista para Rolling Stone que primero se reveló gay a sus padres cuando tenía 18 años, dejando una carta debajo de la almohada de su madre antes de salir de gira. "Antes que nada quiero ser conocida como artista y creativa antes que nada", explicó en una entrevista con Playboy. "Creo que mi sexualidad es lo último que se marca en esa lista". Gunn explicó su decisión de hablar sobre su sexualidad en una entrevista con Newsbeat en 2015: "Nunca tuve a alguien a quien admirar y decir 'oh, esa persona está bien y es gay'". Si puedo ser eso para alguien, es por eso que estoy abierto al respecto".
Gunn fue uno de los varios artistas invitados por GLAAD y Billboard para hablar sobre su historia de presentación para el Día Nacional de Salida en 2017. Gunn citó el apoyo de su familia mientras salía y alentó a otros a buscar el apoyo a ellos.
Gunn presentó el Premio Icon a Laura Jane Grace de la banda estadounidense de punk rock Against Me! en los Premios APMA 2017.

## Carrera musical
Gunn fue una de las fundadoras de la banda PVRIS (pronunciada "París") en 2012, que en un principio se llamaba Operation Guillotine. Para 2013, Gunn había reemplazado a Kyle Anthony como vocalista y guitarrista principal. Por razones legales, el nombre de la banda se cambió oficialmente a PVRIS el 26 de julio de 2013.

## Discografía

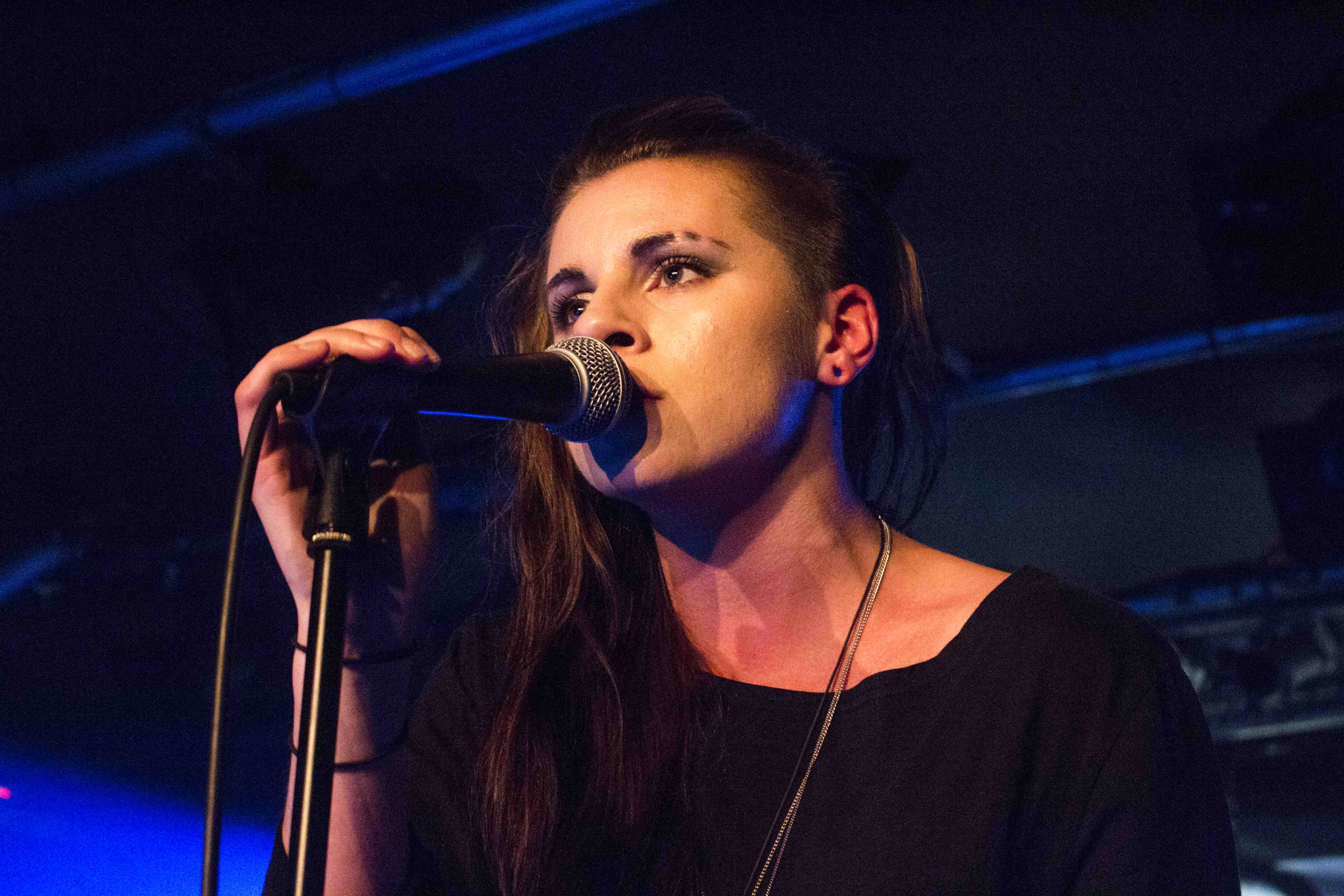
Lynn Gunn en 2015

### ConPVRIS
Álbumes de estudio:
- 2014: White Noise
- 2017: All We Know of Heaven, All We Need of Hell
- 2019: Hallucinations (EP)
- 2020: Use Me
- 2023: Evergreen

### Colaboraciones
- 2013: ''Distance'' - (A Loss For Words)
- 2014: ''Obsessed'' - (TBMA)
- 2015: ''Lose Myself'' - (Seven Lions)
- 2016: ''Begin'' - (Elliot Middleton)
- 2018: ''Disappear'' - (Tonight Alive)